# Menthus mexicanus
Menthus mexicanus är en spindeldjursart som beskrevs av Clarence Clayton Hoff 1945. Menthus mexicanus ingår i släktet Menthus och familjen Menthidae. Inga underarter finns listade i Catalogue of Life.